# Lyons Falls
Lyons Falls es una villa ubicada en el condado de Lewis en el estado estadounidense de Nueva York. En el año 2000 tenía una población de 591 habitantes y una densidad poblacional de 232.5 personas por km².

## Geografía
Lyons Falls se encuentra ubicada en las coordenadas 43°37′1″N 75°21′42″O / 43.61694, -75.36167.

## Demografía
Según la Oficina del Censo en 2000 los ingresos medios por hogar en la localidad eran de $27,375, y los ingresos medios por familia eran $41,250. Los hombres tenían unos ingresos medios de $35,000 frente a los $21,071 para las mujeres. La renta per cápita para la localidad era de $17,204. Alrededor del 16.7% de la población estaban por debajo del umbral de pobreza.